# Chthonerpeton perissodus
Chthonerpeton perissodus är en groddjursart som beskrevs av Ronald Archie Nussbaum och Wilkinson 1987. Chthonerpeton perissodus ingår i släktet Chthonerpeton och familjen Caeciliidae. IUCN kategoriserar arten globalt som otillräckligt studerad. Inga underarter finns listade i Catalogue of Life.